# 輔
輔（ほ）は、中国の星座（星官）。北斗に付き従う従属星座（附座）である。紫微垣に属する。一星一座であることから輔星ともいう。通例 「ホセイ」 と音読みされるが 「そえぼし」 との訓読みある。欧文表記は Foo Sing （フーシン）。

## 同定
輔星は著名であるためか、ほぼ無批判におおぐま座80番星（アルコル）と同定されているが、81番星とする説もある。星図に描かれた位置や古代中国でミザールの肉眼的伴星に気づいていたのか論争になっていたのである。通説では、やはりアルコルと同定されている。

## 語義
輔（「かばち」 または 「かまち」）とは、積荷の落下を防ぐために車の両側につける板のことで、現在でもトラックなどに見ることができる。中国において、北斗は別名を帝車ともいい、天子の乗る車にも見られていた。転じて、補い助けることを意味し、天子に仕えて行政を補佐する宰相をも指した。

## 俗信
- 中国の天文（星占い）では、輔星が通常より明るく見えるときは、宰相に謀反が疑われた。アルコルにしろ81番星にしろ変光星ではないので、そのようなことは物理的に有り得ないが、輔星がアルコルだとしたら、空の状態によって、すぐ近くにある明るいミザールとの見え方に違いが見られることも考えられる。
- 日本ではアルコルを 「じゅみょうぼし」（寿命星）、「しじゅうぐれ」（四十暮）などと呼び、この星が見えなくなると死期が近いと考えていた地方がある。これは、老化による視力の衰えを示したものである。
- 唐代に成立した 『酉陽雑俎』 には輔星を見なかった者は長生きできぬと、日本の俗信と違いが見られる。
- 漫画 『北斗の拳』 に登場する 「死兆星」 は、この和名の寿命星がモデルである。ただし死兆星の場合は、見えるようになると死期が近いと実際とは逆の設定になっている。

## 文献
- 大崎正次 「輔星とアルコル―野尻抱影先生の一周忌をむかえて」（『五島プラネタリウム学芸報』第7集 (1979) 所載、『中国の星座の歴史』 (1987) に再録）